# Ефективна температура
Ефективната температура на дадено небесно тяло (например звезда или планета) е температурата на абсолютно черно тяло, което би излъчило същото количество електромагнитно лъчение. Ефективната температура често се използва за оценка на повърхностната температура на дадено тяло, когато неговата крива на излъчване (като функция на дължината на вълната) не е известна.
Когато емисивността на дадена звезда или планета в съответния вълнови диапазон е по-малка от единица (по-малка от тази на абсолютно черно тяло), реалната температура на небесното тяло е по-висока от ефективната му температура. Емисивността може да е ниска, поради повърхностните или атмосферните свойства (включително и парников ефект).

## Звезди
Ефективната температура на звезда е температурата на абсолютно черно тяло със същата светимост на единица площ (пълна мощност на излъчване) (FBol). Според закона на Стефан – Болцман, FBol= σTeff4. Общата (болометрична) светимостта на звездата дадена звезда тогава е L = 4πR2σTeff4, където R е звездният радиус. Ефективната температура и болометричната светимост са фундаментални физически параметри, които са нужни за нанасянето на дадена звезда върху диаграмата на Херцшпрунг-Ръсел. И двата параметъра зависят от химичния състав на звездата.
Ефективната температура на Слънцето е около 5780 K. Звездите имат намаляващ температурен градиент от ядрото си към атмосферата си. Температурата в ядрото на Слънцето, където протича термоядрен синтез, е оценена на около 15 млн. K.
Цветният показател на дадена звезда говори за температурата ѝ – от сравнително хладна червена звезда тип M (излъчваща в инфрачервения диапазон) до много гореща синя звезда тип O (излъчваща в ултравиолетовия диапазон). Една червена звезда може да е както малко червено джудже с малко енергоотделяне и малка повърхност, така и издут гигант или свръхгигант, генериращ много повече енергия, но отделящ я през огромна площ, така че излъчването на единица площ е малко. Жълтите звезди от среден клас излъчват повече енергия на единица площ от червените джуджета или червените гиганти, но все още много по-малко от сините или бели звезди.

## Планети
Ефективната температура на дадена планета може да се изчисли като се сравни получената енергия на планетата с известната излъчена енергия от абсолютно черно тяло с температура T. Абсорбираната от планетата енергия може да се изрази, като планетата се приеме за диск с радиус r, който приема част от енергията, получена в сфера с радиус D (разстоянието на планетата от нейната звезда със светимост L). Изчислението приема, че планетата отразява част от попадащото излъчване, като въвежда параметър, наречен албедо (a). Албедо, равняващо се на 1, означава, че се отразяват всички лъчи, докато албедо, равняващо се на 0, означава, че всички се поглъщат всички вълни. Изразът за абсорбирана енергия е:
{\displaystyle P_{\rm {abs}}={\frac {Lr^{2}(1-a)}{4D^{2}}}}
Ако се приеме, че цялата планета има еднаква температура T и че планетата излъчва като абсолютно черно тяло. Законът на Стефан – Болцман позволява да се изрази отделяната енергия от планетата:
{\displaystyle P_{\rm {rad}}=4\pi r^{2}\sigma T^{4}}
Съединяването на тези два израза и преподреждането им дава нов израз за ефективната температура:
{\displaystyle T={\sqrt[{4}]{\frac {L(1-a)}{16\pi \sigma D^{2}}}}}
където {\displaystyle \sigma } е константата на Стефан – Болцман. В този израз радиусът на планетата е съкратен. За планети като Юпитер в уравнението трябва да се включи и вътрешното нагряване на планетата.
Земното албедо е 0,306. Емисивността на планетата зависи от вида на повърхността ѝ, като много климатични модели приравняват стойността на земната емисивност с 1. Все пак, за по-реалистична стойност се счита 0,96. Имайки тези параметри предвид, се получава, че ефективната температура на Земята е 252 K (−21 °C). Средната температура на Земята е 288 K (15 °C). Една причина за разликата между двете стойности е парниковият ефект, който увеличава средната температура на земната повърхност.